# Tirpitzia bilocularis
Tirpitzia bilocularis är en linväxtart som beskrevs av Piyakaset Suksathan och K.Larsen. Tirpitzia bilocularis ingår i släktet Tirpitzia och familjen linväxter. Inga underarter finns listade i Catalogue of Life.